# Adolescentes en sursis
Adolescentes en sursis (Firelight) est un téléfilm américain réalisé par Darnell Martin et diffusé en 2012.

## Synopsis
Reconnue coupable de vol, Caroline Magabo est condamnée à trois ans de détention dans un centre pour jeunes.

## Fiche technique
- Titre original : Firelight
- Réalisation : Darnell Martin
- Scénario : Ligiah Villalobos
- Photographie : Frank Prinzi
- Musique : Paul Cantelon
- Pays d'origine :  États-Unis
- Langue originale : anglais
- Durée : 90 minutes
- Date de diffusion :
  -  France : 1er juillet 2014 sur TF1

## Distribution
- Cuba Gooding Jr. (VF : Thierry Desroses) : Dwayne Johnson dit "DJ"
- Q'Orianka Kilcher : Caroline Magabo
- DeWanda Wise : Terry Easle
- Rebecca Rivera : Pedra
- Yakini Horn : Keisha Daniels
- Sianoa Smit-McPhee : Tammy
- Emily Tremaine : Amy Scott